# Benjamin Siegrist
Benjamin Siegrist (Therwil, 31 gennaio 1992) è un calciatore svizzero, portiere del Genoa in prestito dal Rapid Bucarest.

## Carriera

### Club

#### Inizi, Aston Villa e prestiti
Cresciuto nelle giovanili del Basilea e dell'Aston Villa (a cui si è unito nel 2009), il 28 novembre 2013 viene ceduto in prestito al Burton Albion. Il 31 dicembre seguente il prestito viene rinnovato sino al 2 febbraio 2014. A febbraio, dopo non avere disputato alcuna partita con il club per via della forma di Dean Lyness, fa ritorno ai Villains, per poi venire ceduto nuovamente a titolo temporaneo il 21 marzo 2014, questa volta al Cambridge Utd, con cui esordisce tra i professionisti cinque giorni dopo nella sfida vinta per 0-3 in casa del Salisbury City.
A fine prestito fa ritorno all'Aston Villa, con cui milita sino all'8 ottobre 2015, giorno in cui viene ceduto in prestito per un mese al Solihull Moors. Il 9 novembre seguente il prestito viene prolungato sino al 31 dicembre.
Tornato ai Villains, il 19 marzo 2016 viene ceduto a titolo temporaneo al Wycombe.
Il 13 giugno 2016 viene annunciato che avrebbe lasciato definitivamente l'Aston Villa non rinnovando il proprio contratto.

#### Vaduz e Dundee Utd
Rimasto svincolato, nell'estate 2016 si accasa al Vaduz.
Il 18 giugno 2018 viene acquistato dal Dundee Utd.

#### Celtic, Rapid Bucarest e prestito al Genoa
Il 21 luglio 2022 sigla un contratto quadriennale con il Celtic.
Il 25 luglio 2024 viene acquistato dal Rapid Bucarest.
Il 28 gennaio 2025 si trasferisce al Genoa con la formula del prestito. Fa il suo esordio in rossoblu l'11 maggio seguente, disputando da titolare la gara di Serie A pareggiata per 2-2 sul campo del Napoli, contribuendo al raggiungimento del pareggio dei liguri con una buona prestazione.

### Nazionale
Ha partecipato agli Europei Under-21 del 2011.
Nel 2012 viene convocato dalla Svizzera per i Giochi della XXX Olimpiade.

## Palmares

### Club

#### Competizioni nazionali
- Coppa del Liechtenstein: 3

Vaduz: 2016-2017, 2017-2018, 2018-2019
- Scottish Championship: 1

Dundee United: 2019-2020
- Coppa di Lega scozzese: 1

Celtic: 2022-2023
- Campionato scozzese: 2

Celtic: 2022-2023, 2023-2024
- Coppa di Scozia: 2

Celtic: 2022-2023, 2023-2024

### Individuale
- Miglior portiere del Mondiale Under-17: 1

Nigeria 2009